# Blidireasa, Mureș
Blidireasa este un sat în comuna Ibănești din județul Mureș, Transilvania, România.
Pupulatie: 201